# Камадзюцу
Камадзюцу (яп. 鎌術) — традиционное японское искусство ведения боя при помощи серпа — кама (яп. 鎌).

## История
Применение серпов и кос известно из давних времен во многих странах мира. В мирное время крестьяне использовали их в сельскохозяйственной деятельности, а на войне и во времена бунтов применяли в качестве оружия. В Японии, однако, сложилось особое боевое искусство, целиком посвященное использованию серпа— кама.
Форма лезвия, длина рукояти, их размеры и способ соединения варьировались от школы к школе. Чаще всего серп представлял собой слегка изогнутое, довольно широкое стальное лезвие, заточенное только с той стороны, которая обращена внутрь, длиной от 13,5 до 16,5 см. Его вбивали под небольшим углом в рукоять, длиной от 36 до 55 см, изготовленную из прочного красного дуба. На торец рукояти для усиления надевали железное кольцо.
В некоторых школах изучали технику боя и другим видом серпа, известным как «оо-гама» — «большой серп», или «нагацука-гама» — «серп на длинной рукояти». С его помощью можно было резать ноги людям и лошадям, обезглавливать всадников, отклонять уколы копий и удары мечей. В самурайских школах бугэй, которые рассматривали работу с кама, под камадзюцу подразумевалась конкретно работа с предметом, изготовленным профессиональным оружейником. Серп в таких школах рассматривался как хорошее «бронебойное» оружие, направленное на использование против оппонента в доспехах. Им подразумевалось наносить тяжёлые травмы, перерезать мышцы, сухожилия, жизненно важные вены и артерии при помощи лезвия.
Серпы и косы, отличающиеся друг от друга длиной рукояти, размерами и степенью кривизны лезвия, способами его прикрепления к древку издавна использовали японские воины. Наиболее широкое распространение они получили на флоте, где их применяли в качестве багров для подтягивания вражеских лодок при абордаже и для обрубания морских водорослей, затруднявших ход судов на мелководье.
Искусство камадзюцу присутствует в программе обучения таких школ, как Ямамото Мухэн-рю, Ягю Синган-рю, Иккан-рю, Иссин-рю, Касима Синкагэ-рю, Кэнтоку-рю и некоторых других. Также большой популярностью пользовались серпы у ниндзя. Как правило, они использовали оружие небольшого размера, которое можно было легко спрятать под одеждой. Ниндзя применяли серпы не только как оружие, но и в качестве инструмента для перерезания веревок заграждений и ловушек; нитей, прикрепленных к сигнальным трещоткам; для прорезания проходов в зарослях кустарника и в густом лесу.